# Piolet d'Or
De Piolet d’Or, Frans voor gouden ijspickel, is de belangrijkste Franse sportprijs voor buitengewone prestaties in de bergsport. Vaak wordt hij ook gewoon de Oscar voor beste klimprestatie van het jaar genoemd.
De prijs wordt jaarlijks door het Franse tijdschrift Montagne Magazine in samenwerking met de Franse extreem-alpinistenvereniging Groupe de Haute Montagne (GHM) uitgereikt. De jury bestaat uit een gevarieerd gezelschap van sportschrijvers en sporters.

## Prijzen

### 2010
In 2010 werd de Piolet d'Or gewonnen door een ex aequo, toegekend aan de nieuwe route op de Cho Oyu (8201 m), geopend door de Kazachse klimmers Denis Urubko en Boris Dedechko, en de eerstbeklimming op Xuelian Feng (6422 m) door de Amerikanen Jed Brown en Kyle Dempster en de Schotse Bruce Normand. 
Naast de verkiezing van de meest in het oog springende beklimming van het afgelopen jaar werd een Lifetime Achievement Piolet d’Or uitgereikt aan Reinhold Messner. Deze prijs werd mede uitgereikt door een andere grootheid uit de historie van de bergsport, de Fransman Maurice Herzog die in 1950 als eerste in de geschiedenis de top van een achtduizender bereikte. In het gezelschap van Louis Lachenal beklom hij de Annapurna I zonder gebruik te maken van extra zuurstof.

### 2011
In 2011 werd de 19e editie van de Piolet d'Or gewonnen door een team met daarin 3 Belgen: de broers Nicolas en Olivier Favresse en Sean Villanueva. Het 4e teamlid was de Amerikaan Ben Ditto. Ook hun schipper, de 75-jarige Bob Schepton uit het Verenigd Koninkrijk,  mocht de prijs mee in ontvangst komen nemen.